# Ponç Guillem de Torroella
Ponç Guillem de Torroella (Torroella de Montgrí, Baix Empordà, ? - Torroella de Montgrí, Baix Empordà, 1226) fou un noble, fill de Pere de Torroella i germà de Pere de Montgrí, Guillem de Montgrí i Bernat de Santaeugènia. Fou senyor de Torroella de Montgrí i dotà el monestir de Santa Maria d'Ullà. El 1202 signà amb el seu pare un conveni d'amistat amb el rei Pere el Catòlic. El 1223 lluitava al costat dels Montcada en les lluites d'aquests contra el comte Nunó I de Rosselló.